# Șofronea
Șofronea (in ungherese Sofronya) è un comune della Romania di 2 743 abitanti, ubicato nel distretto di Arad, nella regione storica del Banato.
Il comune è formato dall'unione di 2 villaggi: Sânpaul e Șofronea.
Il monumento principale del comune è il castello Purgly, un edificio del XIX secolo con annessi un parco ed un ampio podere.

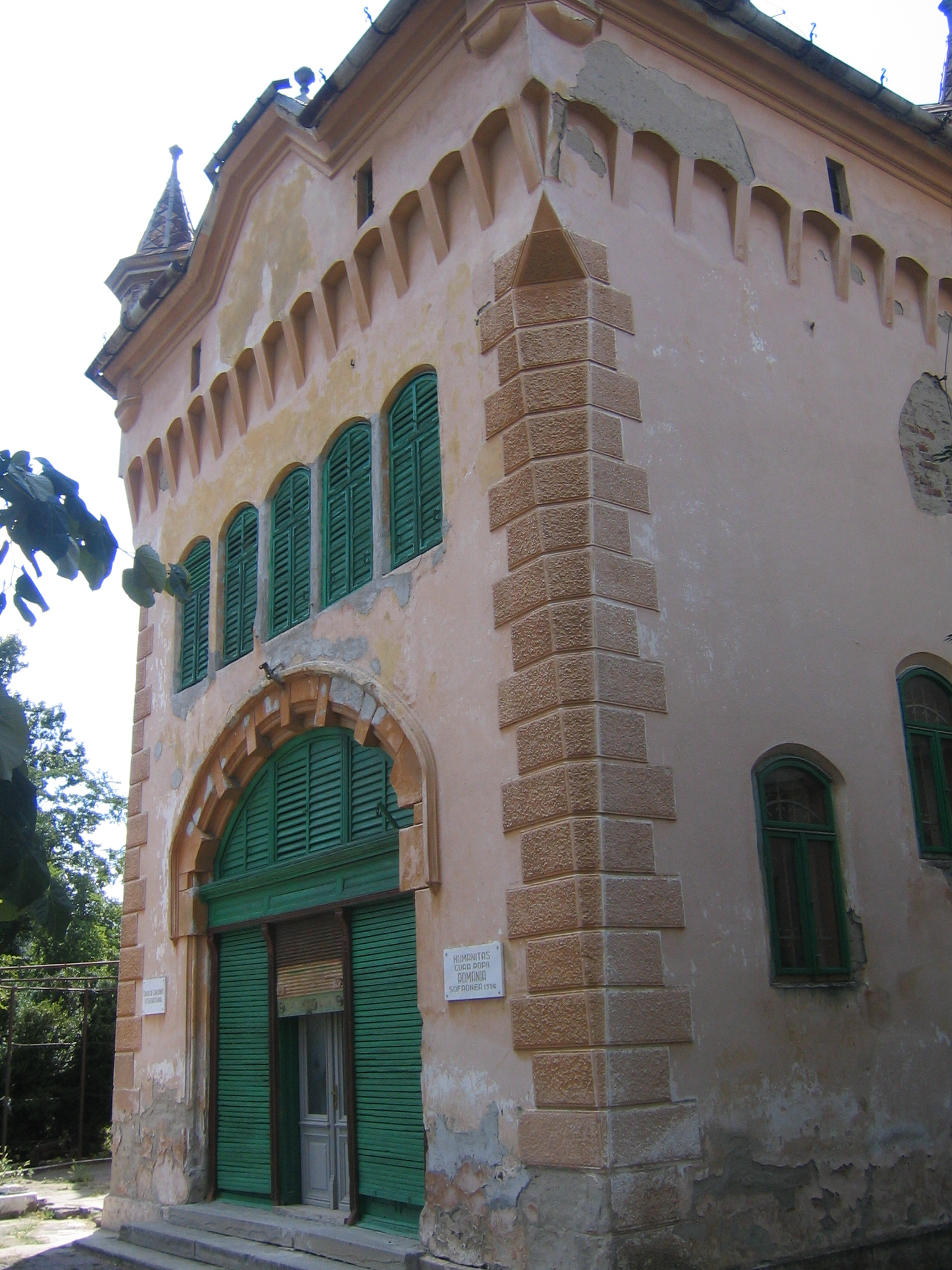
L'ingresso principale del castello Purgly